# Juninho Fonseca
Juninho Fonseca, eigentlich Alcides Fonseca Júnior, (* 29. August 1958 in Olímpia, São Paulo) ist ein ehemaliger brasilianischer Fußballspieler, der in der zentralen Abwehr gespielt hat.
In seiner Karriere spielte er für folgende Clubs: Ponte Preta (1974–1983 und 1989), Corinthians (1983–1986), Juventus Paulista und Vasco da Gama (1986), Cruzeiro (1987), XV de Piracicaba und Athletico Paranaense (1988), São José (1989), Nacional Paulista (1990), Olímpia (1991), er beendete seine Karriere in Japans J. League 1992 beim Yomiuri FC.
Er gewann einmal die Staatsmeisterschaft von São Paulo (1983), einmal den Guanabara Cup (1986) und zweimal die Meisterschaft in der J. League (1991, 1992).
Für die brasilianische Nationalmannschaft spielte er zwischen 1980 und 1981 viermal. Er nahm an der Weltmeisterschaft 1982 in Spanien teil, saß dort jedoch nur auf der Ersatzbank.